# CryENGINE 3
CryENGINE 3是一款由Crytek開發的次世代遊戲引擎，來自於《末日之戰》（Crysis）使用的CryENGINE 2引擎的升級版。目前使用此引擎的遊戲為Crytek所開發的《末日之戰2》（Crysis 2）。這個新遊戲引擎可用開發於Microsoft Windows、PlayStation 4、PlayStation 3、Xbox One及Xbox 360等平台遊戲上，並也是 CryENGINE 系列引擎首次支持家用遊戲機平臺。

## 引擎授权
CryENGINE 3引擎不單只是用作授权游戏开发工作室开发游戏，還大量授权给不同企業，例如學校、建築公司、醫院、一些视觉公司和个人使用等。该引擎免费授权给高等教育机构，例如大學學校或一些技術學校等，其他業界厂商要授权使用则可购买該引擎，而个人使用可登陆新开通的专门网站MyCryEngine（页面存档备份，存于），首先注册，然后签署并提交保密协议和评估授权协议，就可以得到相应的软件授权拷贝，包括全部相关API和源代码资源。
該引擎已授权給一些其他國家的遊戲開發厂商用作開發遊戲，現已知其他國家遊戲開發厂的國家例如：中國、俄羅斯和韓國等，被授权了的遊戲開發工作室開發遊戲的類型，以大型多人在线角色扮演游戏为主。
Crytek公司已經提供了三种授权方式：
- 遊戲開發授权：如果是游戏开发工作室开发游戏，不适用于个人和非商业组织机构，需要游戏模組SDK开发包的请另行访问网站Crydev（页面存档备份，存于）。

- 模拟授权：非游戏应用开发的公司企业，例如商业培训、医疗成像、交互模拟等。

- 视觉化授权：离线实时视觉化相关公司企业，例如特效与视频制作、建筑与工程等行业。

## 已授权引擎的遊戲製作公司
- IllFonic
- Xaviant
- ChangYou.com
- Ignition Entertainment
- City Interactive
- OnNet Co. Ltd
- Panzar Studio
- ESTsoft
- Tencent Games

## 技術資料

這是使用CryENGINE 3引擎，技術人員取自一個末日之戰其中一個遊戲關卡地圖作開發測試。

更真實的被植效果。

首次用CryENGINE系列引擎製作城市地理環境，相關的地理環境製作應用於射擊遊戲Crysis 2中。

該引擎為CryENGINE 2加入更先進和更多的圖形功能，更加強大的物理和破壞效果，體育和動畫技術以及多個遊戲技術的增強功能。例如大范围开放的环境、建筑内部丰富的细节、高级人物表情与动作、新的改进版沙盒编辑器、多種不同平台实时所见即所玩的开发、引擎内色彩等级、程序性破坏与物理效果等高級先進技術。CryENGINE 3引擎在PC平臺上也支援Shader Model 3.0（DirectX 9.0c）、4.0（DirectX 10）和5.0（DirectX 11），並且支援多核心技術來獲得對稱多處理機（Symmetric multiprocessing）和超執行緒（Hyper-threading，HT）。CryENGINE 3同時继續支援32和64位元版本。
- 所見即所得的沙盤編輯器 (Sandbox)
- 可在一台PC平臺上同时为多个不同平台的游戏开发編輯，相应的转换和优化由引擎自己实时处理
- 流程图
- 完整的植物与地表生成系统
- 即時軟粒子系統集成的FX編輯器
- 专用道路与河流创建工具
- 車輛創建
- 多核心處理器的支持
- 实时动态全局光照
- 延迟光照技术
- 自然光照与动态软阴影
- 体积化视野范围雾化
- 法线贴图和视差映射
- 屏幕空间环境光遮蔽
- "大型著色器"技術
- 眼睛適應和高動態範圍(HDR)照明
- 运动模糊技术和景深
- 角色动画系統
- 角色個性化系統
- 參數化骨骼動畫
- 程式議案翹曲及逆運動學解決方案
- 人物面部動畫編輯器
- 次表面散射
- AI編輯系統
- 动态寻路算法
- 自動導航網格生成
- 自然世界中生態影響
- 一天系統的CGI品質時間
- 高品質的3D海洋技術
- 动态体积光束与光线效果
- 環境流動
- 集成多執行緒的物理引擎
- 交互式/可破坏环境
- 繩綁物件物理效果
- 性能分析工具
- 沙盤編輯器發展圖層
- 法線貼圖
- 光线跟踪技术
- 資源編輯器
- 使用資料驅動的音效系統
- 可在遊戲中開啟性能分析工具
- 動態聲音、 互動式音樂
- 環境音訊
- 可高速度紋理繪製
- 關鍵格-準確在動畫中播放聲音
- 輕小的聲音

## 應用遊戲
- ASTA - 由Polygon Games開發，只登陸PC，开发中。
- 上古世纪 - 由XL Games開發，只登陸PC，已经开发完，正式运营中。
- 惊天动地2 - 由ESTsoft開發，只登陸PC，已在2011年11月3號開始封閉測試中。
- Class 3 - 由Undead Labs開發，开发中。
- Ryse: Son of Rome(崛起：羅馬之子) - 由Crytek和微軟遊戲工作室共同开发，登陸Xbox One 和 Microsoft Windows，已在2013 年 11 月 22 日發售。
- 孤岛危机家用机平台 - 由Crytek開發，登陸Xbox 360和PS3，已在2011年10月4號發售。
- 孤岛危机2 - 由Crytek開發，登陸PC、Xbox 360和PS3，已在2011年3月22號發售。
- 孤岛危机3 - 由Crytek開發，登陸PC、Xbox 360和PS3，已在2013年2月19號發售。
- 伪造混沌 - 由Panzar Studio開發，只登陸PC，开发中。
- Lichdom: Battlemage - 由Xaviant開發，开发中。
- Nexuiz - 由IllFonic Game開發，登陸PC、Xbox 360和PS3，開發中。
- 狙擊手：幽靈戰士2 - 由City Interactive開發，登陸PC、Xbox 360和PS3，已开始发售。
- Tour Golf Online - 多人線上高爾夫球遊戲，由Onnet開發，只登陸PC，开发中。
- 战争前线 - 由Crytek Ukraine開發，只登陸PC，已完成開發並正式運營
- 怪物猎人Online - 由日本CAPCOM授权，腾讯开发，大型网络游戏。预计2019年12月31日停运。
- THE DAY Online - 由Reloaded Studios開發，预计2018年6月22日停运。

## 相關条目
- 末日之戰
- 末日之戰2
- 末日之戰3
- CryENGINE 2 遊戲引擎
- Crytek 遊戲公司
- 支持DirectX 10游戏列表
- 支持DirectX 11游戏列表

## 外部連結
- Crytek 官方網站（页面存档备份，存于） （英文）
- MyCryengine官方網站（页面存档备份，存于） （英文）